# Harrisburg (Illinois)
Harrisburg je grad u američkoj saveznoj državi Ilinois. Prema popisu stanovništva iz 2010. u njemu je živjelo 9.017 stanovnika.